# Congrès universel d'espéranto de 1931
Pour un article plus général, voir Congrès universel d'espéranto.
Le congrès universel d’espéranto de 1931 est le 23e congrès universel d’espéranto, organisé en août 1931, à Cracovie en Pologne. 